# Aureoglaucytes aureosignata
Aureoglaucytes aureosignata là một loài bọ cánh cứng trong họ Cerambycidae.